# Das Bettelweib von Locarno

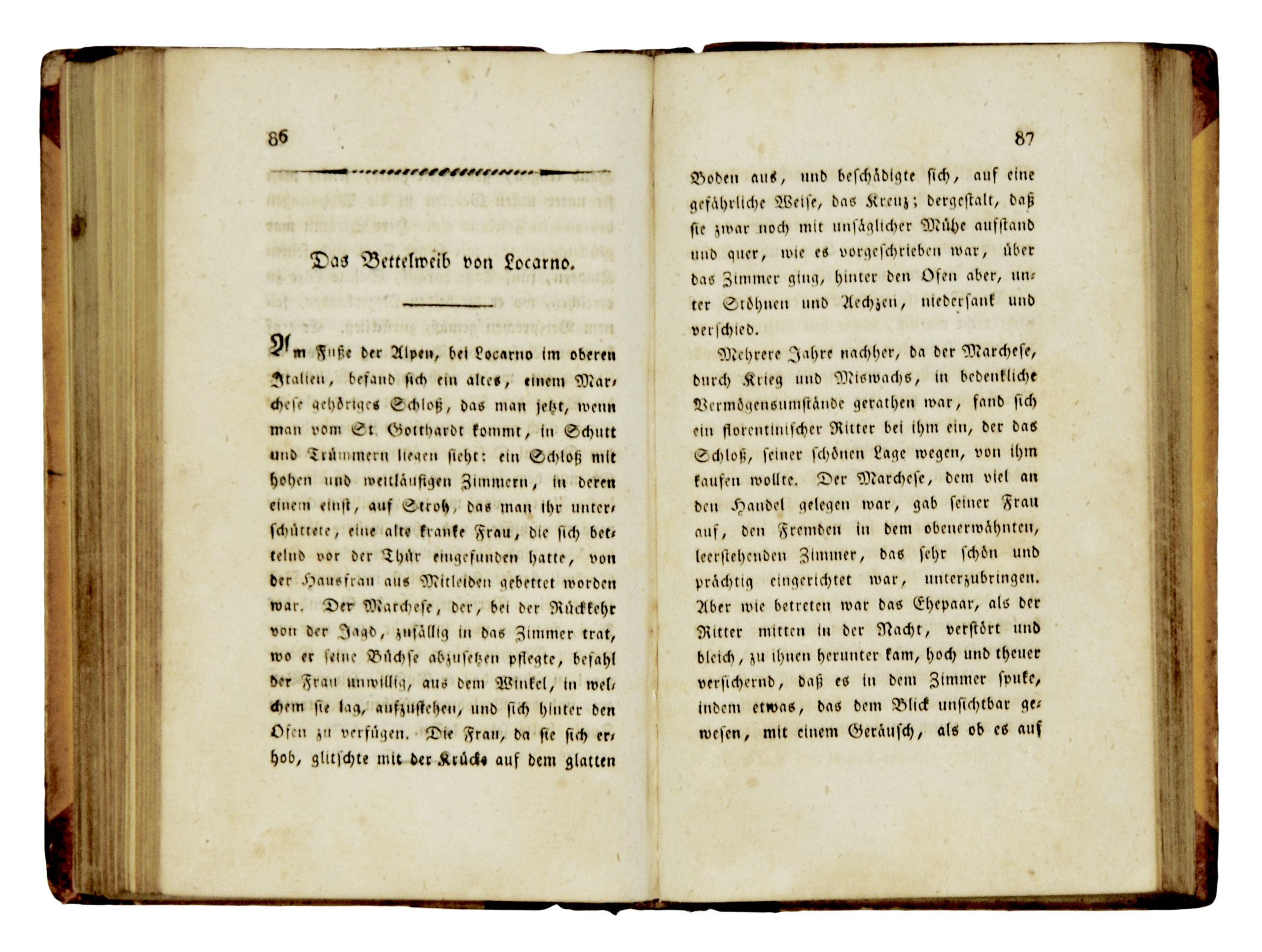
Zweiter Druck 1811 nach der Erstveröffentlichung 1810

Das Bettelweib von Locarno ist der Titel einer am 11. Oktober 1810 in den Berliner Abendblättern publizierten kurzen Erzählung von Heinrich von Kleist.

## Inhalt
An der Textoberfläche erscheint Das Bettelweib von Locarno als einfache Gespenstergeschichte nach der Mode der Zeit: Ein Bettelweib erhält von einer Marquise Obdach in einem Zimmer, wird vom Marchese jedoch hinter den Ofen befohlen. Auf dem Weg dorthin stürzt das Bettelweib aber und verletzt sich so schwer, dass es den Weg hinter den Ofen nur unter Ächzen schafft und dort stirbt.
Jahre später will der inzwischen finanziell angeschlagene Marchese sein Schloss an einen interessierten Ritter verkaufen. Dieser übernachtet in besagtem Zimmer, muss aber bestürzt erfahren, dass es dort geräuschvoll spukt. Etwas Unsichtbares habe sich in einer Ecke erhoben und sei mit schweren Schritten hinter den Ofen gegangen, um dort zusammenzubrechen. Der Ritter reist am nächsten Morgen umgehend ab.
Um Gerüchte zu zerstreuen, die den Verkauf des Schlosses behindern, will der Marchese der Sache nun selbst nachgehen, auch er hört darauf die mitternächtlichen Geräusche. Eine weitere Nacht – nun mit der Marquise und einem Bediensteten – lässt alle drei den Spuk erfahren. Die nächste Nacht verbringen der Marchese und die Marquise mit einem Kettenhund an ihrer Seite in dem Zimmer. Als der Hund vor dem erneut auftretenden Spuk zurückweicht, flieht die Marquise; der Marchese versucht vergebens, den unsichtbaren Gegner mit seinem Degen zu bekämpfen, er zündet das Zimmer an: „Der Marchese, von Entsetzen überreizt, hatte eine Kerze genommen, und dasselbe, überall mit Holz getäfelt wie es war, an allen vier Ecken, müde seines Lebens, angesteckt. Vergebens schickte sie Leute hinein, den Unglücklichen zu retten; er war auf die elendiglichste Weise bereits umgekommen, und noch jetzt liegen, von den Landleuten zusammengetragen, seine weißen Gebeine in dem Winkel des Zimmers, von welchem er das Bettelweib von Locarno hatte aufstehen heißen.“

## Entstehung
Nach der Familienchronik derer von Pfuel liegt der Erzählung ein Erlebnis zugrunde, das Friedrich von Pfuel, Bruder des engen Kleist-Freundes Ernst von Pfuel, in Gielsdorf bei seinem Onkel passiert war und das er bei einem Aufenthalt in Berlin Kleist erzählt hatte. Diese Angabe wurde durch die Kleist-Forschung, unter anderem den Kleist-Forscher Helmut Sembdner, bestätigt.

## Interpretationen
Kleists Erzählung wird von verschiedenen Ansätzen ausgehend unterschiedlich gattungsmäßig eingeordnet (Erzählung, Anekdote, Novelle) und interpretiert: als Gespenstergeschichte, schicksalhafte Bestrafung (Nemesis), Gesellschaftskritik, Beziehungsproblematik, verdrängtes Schuldgefühl.

### Phantastik
In einem Brief machte sich Kleist Jahre vor der Entstehung des Bettelweibs über die Bibliothek Würzburg lustig; dort seien nämlich ausschließlich „lauter Rittergeschichten, rechts die Rittergeschichten mit Gespenstern, links ohne Gespenster“ anzutreffen Angesichts dieses Zeugnisses darf man annehmen, dass Kleist mit dem Bettelweib trotz der Publikation in den breitenwirksamen Berliner Abendblättern keine ausschließlich der romantischen Unterhaltung dienende Gruselgeschichte vorschwebte.
Kleists Erzähler berichtet das gespenstische Geschehen „mit aktenmäßig nüchterner Sachlichkeit, so dass eine merkwürdige Diskrepanz zwischen der Irrealität des Vorgangs und der trockenen, fast ironischen Selbstverständlichkeit der Darstellung entsteht, eine Diskrepanz, die weit eher mit Kafkas Visionen als mit den zeitgenössischen Gespenstergeschichten eines Tieck oder Hoffmann zu vergleichen ist.“ Nur die spukhafte Szene in der letzten Nacht gewinne eine unheimliche Anschaulichkeit. Der Spuk ist nur akustisch wahrnehmbar. Es wird von „einem Geräusch“ berichtet, das in dem Zimmer zu hören sei, und als „unbegreiflich“ oder „gespensterartig“ beschrieben. Er scheint – da kein Verursacher auszumachen ist – zwar nicht mit den Naturgesetzen vereinbar, dennoch ist das Geräusch hörbar, also in Grenzen den Naturgesetzen unterworfen. Dass es sich bei dem Spuk um ein Phantasma handelt, wird durch die verschiedenen Zeugen und die Reaktion des Hundes, im Volksglauben als geistersichtig beschrieben, ausgeschlossen. Der Schwebezustand zwischen Natürlichem und Übernatürlichem entspricht dem Wesen des Fantastischen und kann als strukturelle Analogie zum Schwebezustand im Erzähldiskurs (Widerspruch zwischen Erzählerstimme und Erzähltem) gesehen werden.

### Nemesis
Staiger kommt in seiner Form-Analyse zu dem Ergebnis: „Was uns am Bettelweib von Locarno erschüttert, ist die unerbittlich durchgeführte dramatische Form an sich.“ Der Stoff sei „weiter nichts als eine Schauermär, wie sie die Bänkelsänger vorzutragen lieben“. Die Teile seien „unselbständig, in ihrer Auswahl, Ordnung und Abstufung überhaupt nur vom Ende her zu begreifen“. „Der Zweck des Dichters“ liege am Schluss:
„Ist es zu glauben? Der Hund weicht aus! Kein Zweifel mehr: Ein Gespenst geht um. […] Und einzig, indem das ‚er‘ [der Hund] dem Schluss des Satzes Selbständigkeit verleiht, bedeutet der Dichter uns: Das ist’s! Nur darum habe ich alles erzählt.“ Deshalb bezeichnet Staiger den Text als „dramatische Novelle“. In Kleists Werk breche „das tiefe Grauen aus der Erkenntnis, dass alles sich ganz genau wiederholt, das Rascheln des Strohs […]“ Gar nichts davon sei vergessen, obwohl es schon Jahre zurückliege: „Und weniger, dass ein Gespenst erscheint, als dass sich ein leichtes Vergehen im Geisterraum unverrückbar erhält und immerzu das Leben verstört, dem mit der Trauer doch auch der Segen der Vergänglichkeit beschieden sein sollte“. Dies lasse den Marchese „verzweifeln und irre werden am Wesen und Sinn der Welt“. Kleists dramatische Auffassung des Lebens, das als „gefährliches Experiment […] jederzeit tragisch enden“ könne, bezieht Staiger auf die antike Tragödie, das „Urbild aller tragisch-tödlichen Konsequenz“.
In ähnlicher Interpretation lehnt der Verfasser des Artikels in Kindlers Literaturlexikon eine psychologische Deutung ab und sieht den ersten Teil nur als Vorbereitung der spukhaften Szene der letzten Nacht: „Die Tatbestände bleiben unanschaulich, körperlos und unbegreiflich, die Menschen erscheinen nicht als Charaktere, mit einem gewissen Eigengewicht, sondern fungieren lediglich als Träger oder vielmehr als Opfer einer zur Katastrophe drängenden Handlung.“ Wegen der „kaum skizzenhafte[n] Zeichnung der Charaktere“, der „strenge[n] Beschränkung auf knappe objektive Geschehensdarstellung“ und des konzentrierten Aufbaus wird das Bettelweib der Gattung  der Anekdote zugerechnet.

### Brüchigkeit
Andere Interpretationen betrachten dagegen die Flüchtigkeiten bzw. Unstimmigkeiten in der skizzenhaften Beschreibung der Lokalität und der Personen genauer und bauen darauf ihre Deutung auf. Pastor und Leroy erscheint diese „Brüchigkeit“ in der Darstellung des Erzählers, die allerdings von den Lesern – meist unwillkürlich – aufgelöst werde, als „Erzählprinzip“ Kleists. Hier einige Fragen nach den Zusammenhängen der Handlung und den Beweggründen der Personen:
- Die kranke Bettlerin wird von der mitleidigen Hausfrau in einem Winkel eines hohen und weitläufigen Zimmers auf Stroh gebettet. Allerdings liegt der Raum in einem oberen Stockwerk und ist für die Gehbehinderte mit ihrer Krücke nur über eine Treppe zu erreichen. Jahre später, als ein florentinischer Ritter in demselben Zimmer logiert, wird es als „sehr schön und prächtig eingerichtet“ beschrieben. Der damaligen Situation entsprechender wäre vermutlich eine Unterbringung beim Dienstpersonal im Erdgeschoss oder in einem Nebengebäude gewesen. Hier setzen Fragen nach Kleists Motiv für die Zimmerwahl ein: Verdeutlichung der sozialen Unterschiede oder Einheit des Ortes (Unfall- und Sterbeort, Übernachtungszimmer des Ritters, Spukraum, Ausgangsort des Feuers, welches das Schloss mit dem Marchese in Brand setzt, Aufbewahrung seiner Knochen im Strohlager-Winkel)?
- Der Marchese benutzt das Zimmer zur Ablage seines Gewehrs und befiehlt der alten Frau unwillig, sich quer durch den Raum hinter den Ofen „zu verfügen“, vielleicht aus Verärgerung über ihren Anblick, über seine mitleidige Gattin oder mangelndes Jagdglück.
- Bei der dreimaligen Wiederholung des mühsamen Weges der Bettlerin durch das Zimmer fehlt bei den Spuk-Geräuschen der Sturz.
- Die Knochen des Marchese findet man „noch jetzt […] von den Landleuten zusammengetragen“ im Spukzimmer im oberen Stockwerk, obwohl das fiktive Schloss ausgebrannt ist und in „Schutt und Trümmern“ liegt.

Neben der Deutung Staigers u. a. einer schicksalhaften Bestrafung gibt es weitere Lesarten:

### Sozialkritik
Mit dem Marchese wird der Adelsstand kritisiert, der seine soziale Verantwortung nicht wahrnimmt und deshalb von den metaphorischen „Gespenstern“ seiner Schuld heimgesucht wird. Das „Bettelweib“ ist demnach ausgeglitten und an den Folgen des Sturzes gestorben, weil der Marchese aus Ärger über den Anblick der armen Frau in seinem herrschaftlichen Raum das Gesetz der Nächstenliebe einer Bedürftigen gegenüber nicht befolgt hat. Vermutlich leidet der Graf nicht an ihrem Unglück, denn die Spukerscheinung taucht erst mehrere Jahre später auf, als der Marchese sein Schloss verkaufen muss, weil die Vermögensumstände „durch Krieg und Misswachs“, also durch Verletzung ökonomischer Sorgfaltspflichten, ins Ungleichgewicht geraten sind. Wie der Erzählrahmen zeigt, geht die Zeit über den Marchese hinweg: Sein Schloss wird zur Ruine. So wie er sich nicht mehr an die Episode mit dem Bettelweib zu erinnern scheint, wird auch er am Schluss vergessen.
Der Gegensatz zwischen mitleidigem und mutwilligem, gedankenlosem Umgang mit Menschen der Unterschicht könnte durch das ungleiche Paar, Marchese und Marquise, personalisiert sein: in ihrer offenbaren Kinderlosigkeit, die das Aussterben ihres Geschlechts bedeuten würde, den getrennten Betten („jeder auf sein Bett“, „die Marquise unausgezogen“), der spärlichen Kommunikation („mit Gesprächen, so gut sie vermögen, zu unterhalten suchen“).

### Psychologische Deutung
Der erste Teil bricht mit dem der Tod des „Bettelweibs“ ab und der Leser erhält keine Informationen über die Reaktionen des Marchese und seiner Frau und die weitere Nutzung des Raums. Dann folgt ein Zeitsprung von mehreren Jahren. Der Graf könnte sein Schuldgefühl verdrängt haben. Auf die Nachricht vom Spuk im Sterbezimmer der Frau reagiert er „erschrocken, er wusste selbst nicht warum, lachte den Ritter mit erkünstelter Heiterkeit aus“. In den nächsten Nächten überprüft er rational wie ein aufgeklärter Mensch mit ihn begleitenden Zeugen „kaltblütig“ den Spuk.
Die folgende Handlung kann psychologisch interpretiert werden: Das Schuldgefühl des Grafen (Urszene) setzt einen Wiederholungszwang und nach dem Heraustreten des Spuks aus seiner Latenz den Selbstzerstörungstrieb in Gang. Sobald der Marchese dem Spuk in der letzten Nacht mit dem Zuruf „Wer da?“, der einzigen direkten Rede der Erzählung, auf den Grund gehen will und keine Antwort erhält, wird er wahnsinnig und steckt sein Schloss in Brand.
Die psychologische Deutung findet auch Erklärungen für die Wahrnehmungen der anderen Zeugen. Der Diener und die Marquise sind durch die Gerüchte vorbereitet und zur Suggestibilität bereit, der Hund spürt die Angst seines Herrn und reagiert entsprechend.

## Wirkungsgeschichte
Das Werk weckte unterschiedliche Reaktionen:
- E. T. A. Hoffmann lässt in Die Serapionsbrüder Lothar sich begeistert über Das Bettelweib von Locarno äußern.
- Als Herausgeber (Heinrich von Kleist’s ausgewählte Schriften ) äußert sich Ludwig Tieck ratlos: „Die Darstellung ist trefflich, aber nach meiner Einsicht ist sie weder Gespenstergeschichte, Märchen, noch Novelle.“
- Theodor Fontane stellte fest, dass das begangene Unrecht für eine moralische Erzählung viel zu klein sei.
- Joseph von Eichendorff war 1846 überzeugter: „Wo gibt es in unserer ganzen poetischen Literatur etwas Verzweiflungsvolleres als die kleine, fast epigrammatisch-grausenhafte Erzählung vom ‚Bettelweib von Locarno‘?“

## Ausgaben
- In: Berliner Abendblätter. Hrsg. von Heinrich von Kleist. Reprografischer Nachdruck der Ausgabe Berlin 1.X.1810 bis 30.III.1811. Nachwort und Quellenregister von Helmut Sembdner. Darmstadt 1982. Diesem reprografischen Nachdruck liegt folgende Ausgabe zugrunde: Berliner Abendblätter (1.X.1810 bis 30.III.1811). Heinrich von Kleist. Mit einem Nachwort von Georg Minde-Pouet. Leipzig 1925 (=Faksimiledrucke literarischer Seltenheiten, 2).
- Heinrich von Kleist: Sämtliche Erzählungen. Wilhelm Goldmann Verlag, München 1980, ISBN 3-442-07532-7.
- Heinrich von Kleist: Sämtliche Werke. Brandenburger Ausgabe. Hrsg.: Roland Reuß, Peter Staengle. Bd. 2/5: Das Bettelweib von Locarno. Der Findling. Die heilige Cäcilie oder die Gewalt der Musik. Basel / Frankfurt am Main 1997.
- Heinrich von Kleist: Das Bettelweib von Locarno. In: Sämtliche Werke und Briefe, 3: Erzählungen, Anekdoten, Gedichte, Schriften. Hrsg.: Klaus Müller-Salget. Frankfurt am Main 1990 (= Bibliothek deutscher Klassiker. 51). ISBN 978-3-618-60963-6, S. 261–264.
- Heinrich von Kleist: Das Bettelweib von Locarno. In: Sämtliche Werke und Briefe. Hrsg.: Helmut Sembdner. dtv, München 2001, ISBN 978-3-423-12919-0.
- Heinrich von Kleist: Die Verlobung in St. Domingo / Das Bettelweib von Locarno / Der Findling. Reclam, Stuttgart, ISBN 978-3-15-008003-0.